# Hoàng Thị Dĩnh
Hoàng Thị Dĩnh (chữ Hán: 黄氏穎; ? – ?), phong hiệu Ngũ giai Thuận tần (五階順嬪), còn có húy là Tường Vi, là một cung tần của vua Thiệu Trị nhà Nguyễn trong lịch sử Việt Nam.

## Tiểu sử
Thuận tần Hoàng Thị Dĩnh, nguyên quán ở huyện Lệ Thủy (tỉnh Quảng Bình), là con gái của Cẩm y Thiên hộ Hoàng Văn Quý. Trong 7 năm trị vì ngắn ngủi của Thiệu Trị, bà Thuận tần đã hạ sinh cho nhà vua được 4 người con.
Dưới thời Thiệu Trị, ông hai lần đại phong hậu cung vào năm 1843 và 1846. Không rõ bà được phong Thuận tần (順嬪) vào thời điểm nào, và trước đó được xếp vào bậc cung giai nào. Bà Phan Thị Kháng, một tần ngự khác của vua Thiệu Trị, cũng được phong Nhàn tần (嫻嬪) ở hàng Ngũ giai.
Không rõ Thuận tần Hoàng thị mất vào năm nào. Tẩm mộ của bà hiện tọa lạc tại kiệt 32 đường Huyền Trân Công Chúa (thuộc địa phận phường Thủy Biều, Huế). Thuận tần được táng gần con gái đầu lòng của bà là Tự Tân Công chúa Lương Huy.

## Hậu duệ
Năm Thiệu Trị thứ nhất (1841), bà Thuận tần sinh con đầu lòng là hoàng nữ Lương Huy, được sách phong làm Tự Tân Công chúa, con gái thứ 26 của Thiệu Trị. Dựa vào năm sinh của công chúa, Thuận tần có thể đã nhập cung vào năm Thiệu Trị thứ nhất. Hành trạng của công chúa Tự Tân không được sách sử ghi lại nhiều.
Năm thứ 2 (1842), Thuận tần hạ sinh hoàng nữ Đoan Lương (1842 – 1894), con gái thứ 27 của Thiệu Trị, lấy Phò mã Đô úy Nguyễn Trọng Khoa, được sách phong làm Tuy Lộc Công chúa. Năm sau (1843), bà sinh được người con trai duy nhất là Hồng Từ, nhưng hoàng tử vắn số chết yểu khi mới 5 tuổi.
Năm thứ 6 (1846), Thuận tần lại sinh được một hoàng nữ, là Phúc Huy, con gái thứ 34 của Thiệu Trị, lấy Phò mã Đô úy Nguyễn Đình Tiếp, được sách phong làm Thuận Mỹ Công chúa. Từ nhỏ, công chúa là người đoan trang, sau khi lấy chồng lại giữ đạo làm vợ, không cậy mình quyền thế.

## Hoàng Thị Tần hay Hoàng Thị Dĩnh?
Theo sách Nguyễn Phúc tộc thế phả, tên của bà Thuận tần được chép là Hoàng Thị Tần (黄氏頻), và chữ Tần có ý nghĩa là "tần số". Nhưng theo Khâm định Đại Nam hội điển sự lệ, tên của bà là Hoàng Thị Dĩnh (黄氏穎). Nguyễn Phúc Tộc thế phả chỉ là chép lại của sách xưa, nên Khâm Định chắc chắn chuẩn xác hơn. Người chép có thể đã nhầm lẫn chữ Dĩnh (穎) với chữ Tần (頻) vì cả hai mặt chữ thoạt nhìn rất giống nhau.